# Hymenophyllum salakense
Hymenophyllum salakense är en hinnbräkenväxtart som beskrevs av Marian Raciborski. Hymenophyllum salakense ingår i släktet Hymenophyllum och familjen Hymenophyllaceae. Inga underarter finns listade.